# Something Sacred
Albums par Chino XL
Poison Pen
(2006) RICANstruction: The Black Rosary
(2012)
Albums par Playalitical
Code Green
(2006) Pipe Dreams
(2009)
Something Sacred est un album collaboratif de Chino XL et Playalitical, sorti le 15 janvier 2008.

## Liste des titres
| No  | Titre                                   | Durée |
| --- | --------------------------------------- | ----- |
| 1.  | Always Has Been, Always Will Be         | 0:26  |
| 2.  | Jump Off                                | 4:36  |
| 3.  | Bat Signals Up                          | 3:54  |
| 4.  | All I Ever Hear (featuring Duce Stabs)  | 2:48  |
| 5.  | License to Puke                         | 3:42  |
| 6.  | Violate You (featuring Spoke-In-Wordz)  | 3:50  |
| 7.  | Stay in the Lines                       | 3:15  |
| 8.  | Body You (featuring Supernatural)       | 2:37  |
| 9.  | Things to Do in Denver When You're Dead | 4:01  |
| 10. | Posiden                                 | 5:02  |
| 11. | Something Sacred                        | 0:26  |
| 12. | It's No Secret                          | 3:42  |
| 13. | Let It Snow                             | 4:05  |
| 14. | Be With You (featuring Bizzy Bone)      | 3:27  |
| 15. | Smoke Screen                            | 5:03  |